# Marion Vernoux
Marion Vernoux (* 29. června 1966) je francouzská režisérka a scenáristka. Také hrála, ve vedlejší roli, ve filmu Je n'en ferai pas un drame (1996).

## Filmografie
- 1991 – Pierre qui roule (TV)
- 1994 – Personne ne m'aime
- 1996 – Dedans
- 1996 – Love, etc.
- 1996 – L'@mour est à réinventer, dix histoires d'amours au temps du sida
- 1999 – Rien à faire
- 2000 – Scénarios sur la drogue
- 2000 – Drugstore
- 2001 – Reines d'un jour
- 2004 – À boire

## Ocenění
- 1999 obdržela na filmovém festivalu v Benátkách Zlatou medaili prezidenta italského senátu za režii filmu Reines d'un jour. Byla nominovaná i na Zlatého lva.